# Teófilo Cubillas
Teófilo Juan Cubillas Arizaga (ur. 8 marca 1949 w Limie, Peru) – peruwiański piłkarz, który występował na pozycji pomocnika.
Zwany pieszczotliwie „Nene” (dziecko), Cubillas rozpoczął karierę w klubie Alianza Lima w wieku 16 lat. Mając 21 lat pomógł reprezentacji Peru zakwalifikować się do ćwierćfinału MŚ 1970 w Meksyku, gdzie zdobył 5 bramek. W 1972 został wybrany piłkarzem roku w Ameryce Południowej. W tym samym roku wyjechał do Szwajcarii, przenosząc się do FC Basel. Nie mógł się zaaklimatyzować w tym kraju, więc skorzystał z oferty portugalskiego FC Porto, podpisując kontrakt na sumę 200 tys. dolarów.
Reprezentacja Peru nie zakwalifikowała się do MŚ 1974, jednak rok później zdobyła mistrzostwo Południowej Ameryki. Cubillas w półfinale strzelił dwa gole reprezentacji Brazylii, dzięki czemu Peru zwyciężyło „canarinhos” 3:1. Podczas mundialu w 1978, głównie dzięki jego grze i 5 bramkom, Peru osiągnęło drugą fazę turnieju.
Po turnieju Cubillas powrócił do macierzystej Alianzy, lecz w 1979 podpisał kontrakt z drużyną amerykańskiej NASL (poprzedniczki MLS) – Fort Lauderdale Strikers. Przez pięć sezonów w NASL strzelił 65 bramek, w tym aż trzy w jedynie siedem minut gry przeciwko Los Angeles Aztecs w 1981. Pojechał z Peru na Mistrzostwa Świata 1982, jednak był to najmniej udany mundial w jego karierze, bo drużyna narodowa nie wyszła z grupy. Po kilku miesiącach rozstał się z reprezentacją Peru, a niewiele później zakończył karierę.
Cubillas szczyci się największą liczbą strzelonych bramek wśród reprezentantów Peru podczas Mistrzostw Świata – zdobył ich 10. Łącznie rozegrał 81 meczów dla reprezentacji, strzelając 26 goli.
Podjął decyzję o powrocie do futbolu, gdy w katastrofie lotniczej 8 grudnia 1987 u wybrzeży Limy zginęła większość piłkarzy Alianzy. Zagrał kilka meczów w hołdzie tragicznie zmarłym, jednocześnie dając nadzieję kibicom na odbudowę zespołu.
Teofilo Cubillas obecnie mieszka w Coral Springs na Florydzie, gdzie prowadzi szkółkę dla młodych piłkarzy. W 2004 Pelé dołączył go do listy 125 najlepszych żyjących futbolistów w historii.